# Domenico Puligo
Domenico Puligo (Florencia, 1492 – Florencia; septiembre de 1527), también conocido como Domenico di Bartolommeo Ubaldini o Domenico Ubaldini, fue un pintor italiano, durante el periodo del alto renacimiento. Años más tarde, Giorgio Vasari escribió la biografía de este artista en Le vite de' più eccellenti pittori, scultori e architettori.

## Biografía

### Inicios
Domenico Puligo nació en Florencia (Italia) en 1492. Durante su juventud ingresó en el taller de Ridolfo Ghirlandaio, un modesto maestro que transmitió a Puligo su espíritu conservador. Según Vasari, en este tiempo fue invitado en varias ocasiones a que pintara cuadros en Hungría y en España, lo cual rehusó reiteradamente. Entre las obras de Puligo que han sobrevivido y que pertenecen a este periodo de su vida está el cuadro Virgen con el Niño y San Juan, aproximadamente de 1513.

### Carrera artística
A partir de la muerte de Ghirlandaio, Puligo quien en ese momento tenía veinte años de edad, ingresó al taller del artista Antonio del Ceraiulo. Con el paso del tiempo, Puligo conoció a Andrea del Sarto y se convirtió en su amigo cercano, su discípulo y asistente. En esta etapa de su vida trabajaba bajo su supervisión y realizó algunas obras pictóricas para varios mecenas de Florencia, como el cuadro titulado Nuestra Señora para el señor Agnolo Della Stufa. Una de las obras más admiradas de Domenico Puligo, es el retrato de Pietro Carnesecchi, un humanista italiano que tenía el patrocinio de la familia Médici, en especial del Papa Clemente VII, y que contrató a Puligo en varias ocasiones para que le realizara algunos retratos. Además, Francesco del Giocondo, esposo de Lisa Gherardini comisionó a Puligo un cuadro de San Francisco recibiendo los estigmas y este fue llevado por su dueño a la Basílica de la Santísima Anunciada.
De acuerdo a Vasari, «...si Domenico se hubiera dedicado más al arte y menos a los placeres mundanos, hubiera sido aún mejor pintor». Uno de sus discípulos fue el florentino Domenico Beceri. Domenico Puligo murió víctima de la peste en septiembre de 1527.

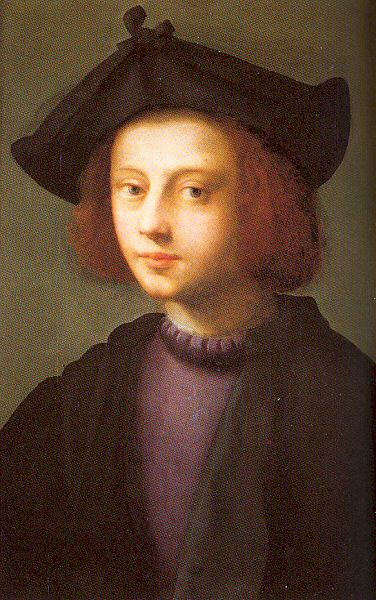
Retrato de Pietro Carnesecchi por Domenico Puligo.

## Antología de sus trabajos
| Obra                                                                  | Fecha       | Lugar                                                 |
| --------------------------------------------------------------------- | ----------- | ----------------------------------------------------- |
| Virgen con el Niño y San Juan                                         | 1513        | Palazzo Venezia, Roma, Italia                         |
| La muerte de Cleopatra                                                | 1500-1525   | Museo de Bellas Artes de Budapest, Budapest, Hungría  |
| Retrato de una dama con turbante                                      | 1520        | Museo de Arte de la Universidad Estatal Ball          |
| La Virgen y el Niño en majestuosidad con los Santos Quintín y Plácido | 1521-1522   | Museo Ringling, Florida, Estados Unidos               |
| María Magdalena                                                       | 1520 – 1525 | Galería Nacional de Canadá, Ottawa, Canadá            |
| La Virgen y el Niño con San Juan infante                              | 1522        | Palacio Pitti, Florencia, Italia                      |
| Retrato de un hombre escribiendo                                      | 1523        | Firle Place, Sussex, Reino Unido                      |
| Fattore de San Marco                                                  | 1524        | Firle Place, Sussex, Reino Unido                      |
| Presentación de la Virgen                                             | 1525        | Santa Maria Maddalena dei Pazzi, Florencia, Italia    |
| Visión de San Bernardo                                                | 1525        | Museo Walters, Baltimore , Estados Unidos             |
| Bárbara                                                               | 1525        | Colección privada                                     |
| Deposición                                                            | 1526        | Iglesia de Santa Maria delle Grazie, Anghiari, Italia |
| Retrato de “Il Fallore di San Marzo”                                  |             | Colección privada de la vizcondesa Gage               |
| La Sagrada Familia                                                    |             | Galería Corsini, Florencia, Italia                    |
| La Sagrada Familia                                                    |             | Museo del Prado, Madrid, España                       |
| Retrato de Pietro Carnesecchi                                         | 1527        | Galería Uffizi, Florencia, Italia                     |